# Preobrażenka (rejon synelnykowski)
Preobrażenka (ukr. Преображенка) – wieś na Ukrainie, w obwodzie dniepropetrowskim, w rejonie synelnykowskim, w hromadzie Meżowa. W 2001 liczyła 517 mieszkańców.